# Autostrady w Singapurze

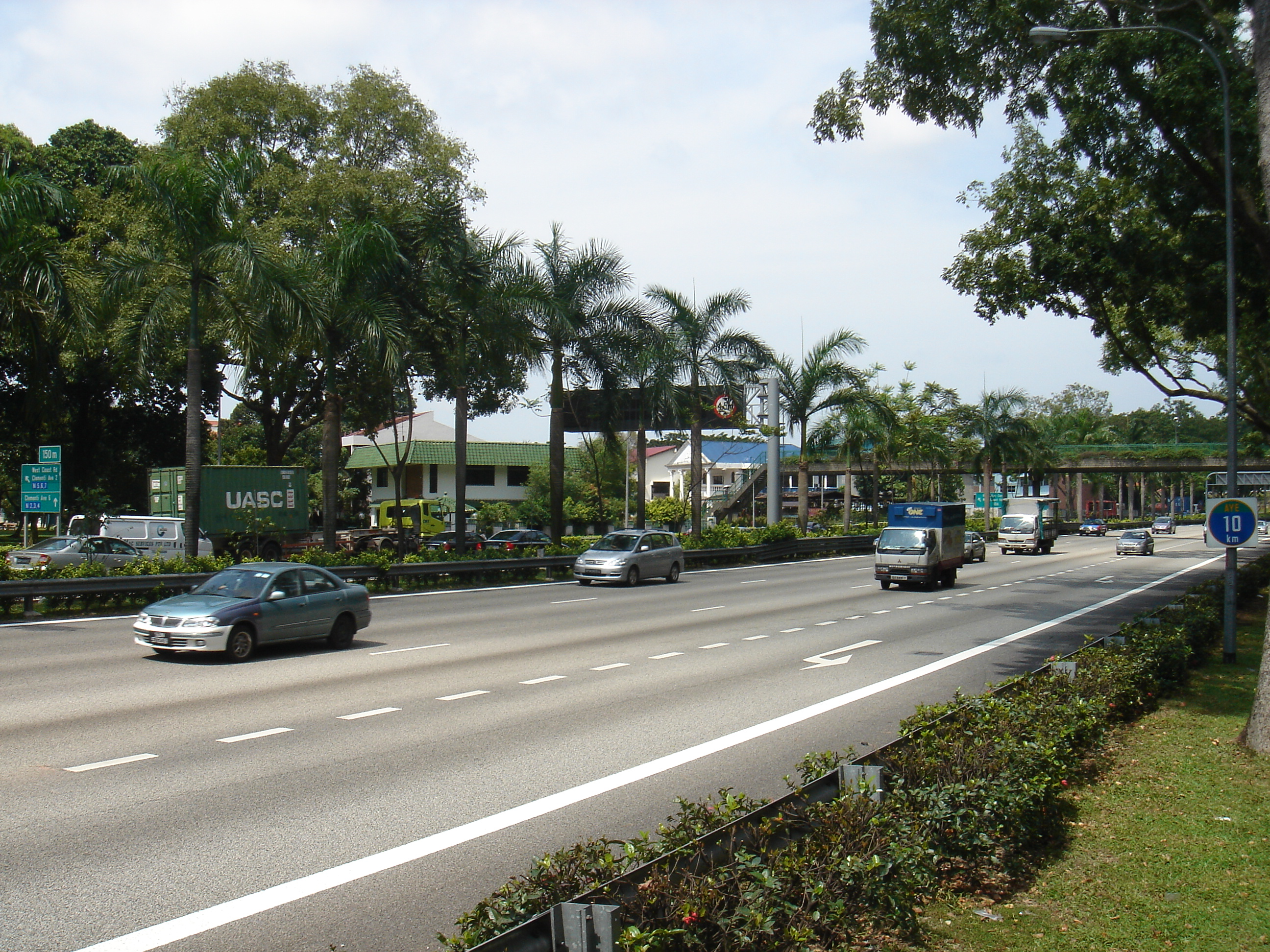
AYE przy dzielnicy Clementi

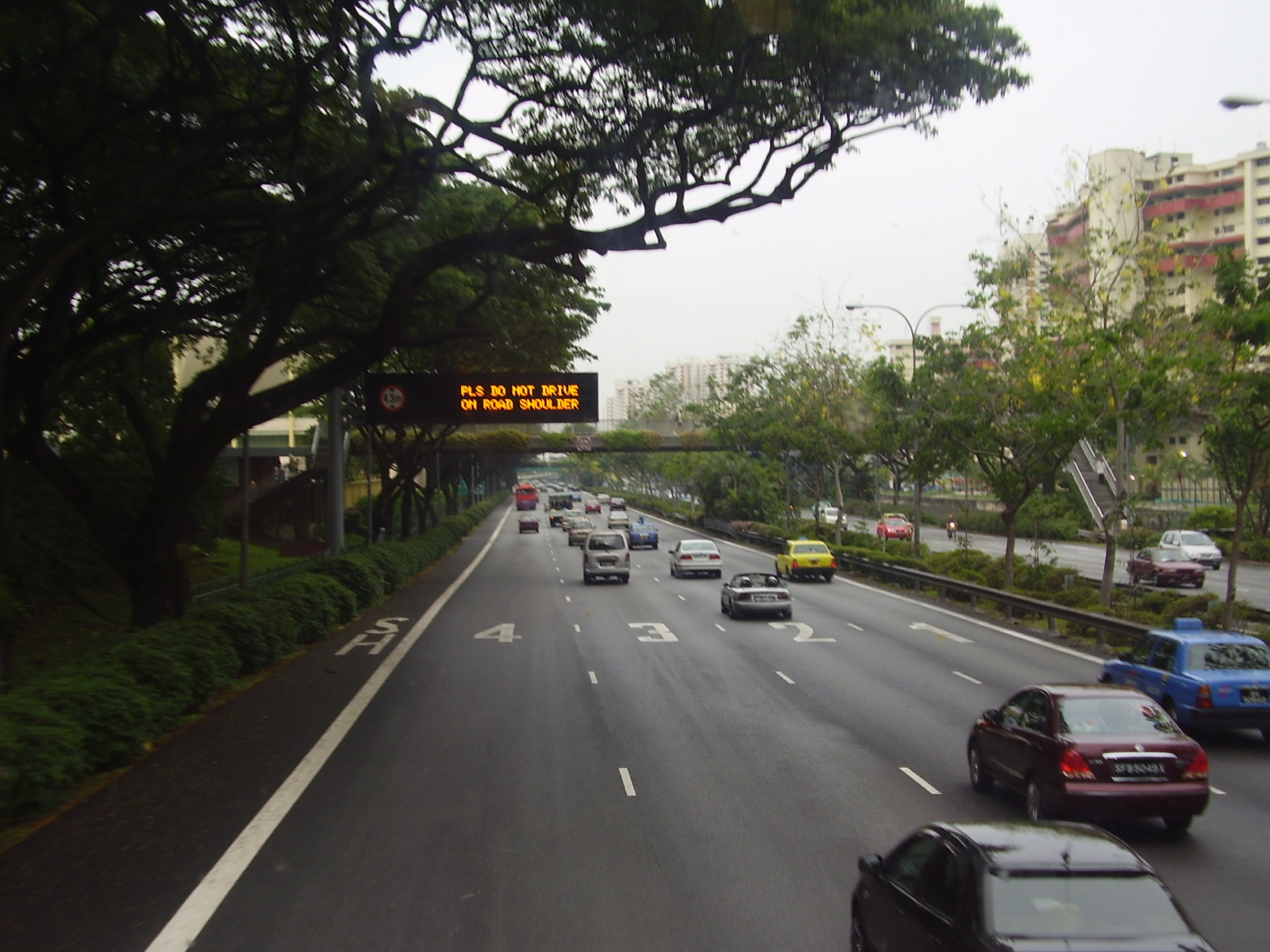
PIE przy dzielnicy Toa Payoh. Tu widać numerowanie pasów i zaznaczanie pasa awaryjnego, jak i system EMAS

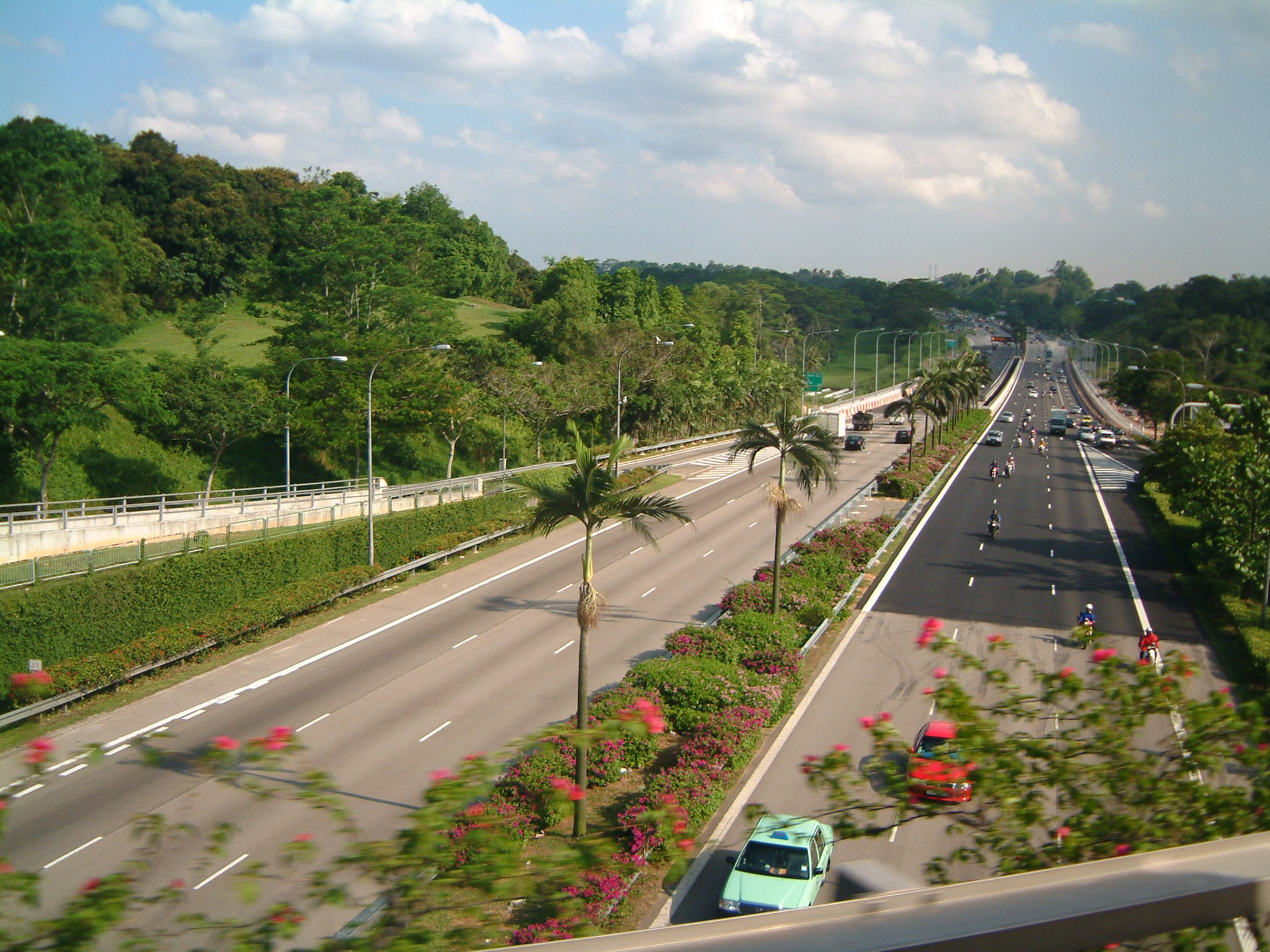
BKE, która jest częścią trasy azjatyckiej AH2

Autostrady w Singapurze – część singapurskiej sieci dróg, służąca do szybkiego przemieszczania się pomiędzy dzielnicami kraju. Drogi te są konstrukcyjnie zbliżone do europejskich miejskich dróg ekspresowych. Wszystkie są dwujezdniowe i posiadają bezkolizyjne skrzyżowania. Na ogół mają po trzy pasy w każdym kierunku.
W roku 2008 w Singapurze było osiem autostrad (o łącznej długości 151 km), dziewiąta w trakcie realizowania.

## Lista singapurskich autostrad
Autostrady singapurskie nie mają numerów lecz nazwy, których używa się głównie w formie trzyliterowych skrótów.
1. PIE - Pan Island Expressway
2. BKE - Bukit Timah Expressway
3. ECP - East Coast Parkway
4. AYE - Ayer Rajah Expressway
5. SLE - Seletar Expressway
6. TPE - Tampines Expressway
7. KJE - Kranji Expressway
8. CTE - Central Expressway
9. KPE - Kallang-Paya Lebar Expressway (częściowo w trakcie budowy)
10. MCE - Marina Coastal Expressway (w fazie projektowania/budowy)

Obecnie są prowadzone poszukiwania w celu budowania kolejnych autostrad, aktualnie jedynym projektem jest MCE (Marina Coastal Expressway), która połączy południowy kraniec KPE ze wschodnim krańcem AYE. Całkowita długość wyniesie 5 km, w tym 3,5 km pod ziemią.
Budowa pierwszej singapurskiej autostrady, PIE, zaczęła się w 1966 r. Następne autostrady zostały zrealizowane i uzupełnione po części. Ostatnie przedłużenie autostrady miało miejsce w 1999 r., kiedy SLE została uzupełniona.
Najnowszą autostradą w trakcie realizacji jest KPE, która ma 12 km długości w tym 9 km pod ziemią. Budowa rozpoczęła się w 2001 r. Pierwszy, trzykilometrowy odcinek pomiędzy PIE a ECP został oddany do użytku 26 października 2006 roku.
BKE jest częścią trasy azjatyckiej AH2, należąca do Azjatyckiej Sieci Głównych Dróg (Asian Highway Network).
Najdłuższa Singapurska autostrada to PIE o długości 41 km.

## Szczegóły
Ruch odbywa się po lewej stronie jezdni. Niedopuszczani na autostrady singapurskie są początkujący kierowcy. Na ogół, ograniczenie prędkości wynosi 90 km/h a na niektórych odcinkach 80km/h.
Autostrady są wykonane z asfaltu. Pas awaryjny jest oddzielony ciągłą linią od reszty jezdni. Często pasy są numerowane z prawej do lewej – nr 1 najbliżej bariery oddzielającej obu jezdni.
Powszechnie używany jest system monitoringu EMAS oraz drogowskazy diodowe, na których widnieją wiadomości (np. ostrzeżenia o ewentualnych zatorach lub szacunki czasu podróży do danego punktu).
Ze względu na niewielkie długości singapurskich autostrad nie ma na nich Miejsc Obsługi Podróżnych.